# Belgisch kampioenschap wielrennen voor dames elite 2020
Het Belgisch kampioenschap wielrennen voor dames elite 2020 werd gehouden op 22 september 2020. De start en finish lagen in Anzegem, met een parcours van 131,6 kilometer daartussenin. De titelverdedigster was Jesse Vandenbulcke.

## Uitslag[1]
| Plaats | Naam               | Ploeg                      | Tijd     |
| ------ | ------------------ | -------------------------- | -------- |
| 1      | Lotte Kopecky      | Lotto Soudal Ladies        | 3u24'18" |
| 2      | Jolien D'hoore     | Boels Dolmans Cycling Team | z.t.     |
| 3      | Shari Bossuyt      | NXTG Racing                | +6"      |
| 4      | Elise vander Sande | /                          | +10"     |
| 5      | Annelies Dom       | Lotto Soudal Ladies        | z.t.     |
| 6      | Kim de Baat        | Ciclotel                   | z.t.     |
| 7      | Jesse Vandenbulcke | Lotto Soudal Ladies        | z.t.     |
| 8      | Mieke Docx         | Doltcini-Van Eyck Sport    | z.t.     |
| 9      | Fien Delbaere      | Multum Accountants-LSK     | z.t.     |
| 10     | Alicia Franck      | /                          | z.t.     |